# Krími tatárok

A krími tatárok zászlaja

A krími tatárok (egyes számban. qırımtatar, többes számban. qırımtatarlar) vagy krímiek (egyes számban. qırım, qırımlı, többes számban. qırımlar, qırımlılar) egy türk etnikai csoporthoz tartozó népcsoport, akik eredetileg Krímen éltek. A krími tatár nyelvet beszélik. Nem szabad őket összetéveszteni a volgai tatárokkal.
A krími tatárok több török (bolgár-török, kazár, besenyő, kun) és nem török (alán, szláv, román, bizánci görög, krími gót, cserkesz) népcsoport keverékeként jött létre a idők folyamán.
A krími tatárokon belül három népcsoport alakult ki.
- A tatok (nem összetévesztendők az iráni eredetű, Dagesztánban élő tatokkal), akik 1944 előtt a krími hegyeket népesítették be. (A lakosság körülbelül 55%-a),
- a félsziget déli partjainál élő yalıboyuk (nagyjából 30%),
- A noğayok – a krími sztyeppék régebbi lakói (körülbelül 15%).

A tatok és a jalibojuk kaukazoid megjelenésűek, míg a noğajok egy kissé mongoloidok.
Napjainkban a Krím félszigeten kívül legnagyobb számban Törökországban, Bulgáriában, Üzbegisztánban, Nyugat-Európában és Észak-Amerikában él nagyobb létszámú krími tatár diaszpóra. Kisebb létszámban lehet velük találkozni Finnországban, Litvániában, Fehéroroszországban, Lengyelországban és Magyarországon is.

## Elhelyezkedésük
Napjainkban több mint 200 000 krími tatár él Krímen, míg 150 000 ember maradt száműzetésben Közép-Ázsiában, leginkább Üzbegisztánban. További 1 000 000 krími tatár él Törökországban, kiknek az ősei a 19. század végén, a 20. század elején vándoroltak ki. Bulgária és Románia dobrudzsai területein is több mint 27 000 krími tatár élt. Közülük nagyjából 24 000 a román, míg 3000 a bolgár oldalon.

## Történetük

### Krími Kánság
A krími tatárok a Krími Tatár Kánság idején váltak egységes nemzetté. Ez az ország egy türk többségű muzulmán állam volt, mely Kelet-Európában egészen a 18. század elejéig nagyhatalomnak számított. A krími tatárok a 13. században vették fel az iszlám vallást, s innentől kezdve Krím az iszlám világ egyik központja lett. Iosif Igelström báró szerint 1783-ban majdnem 1600 mecset és vallási iskola volt a félszigeten. Bahcsiszerájban I. Mengli Giráj építtette a Zıncırlı Medreset (szó szerinti fordításban a "Medresze Láncot"), egy iszlám papneveldét, ahol belépéskor meg kellett hajolni, mert a mennyezetről láncok lógtak le. Ez arra utal, hogy a krími társadalom nagy becsben tartotta a tanulást. I. Mengli Giráj ezen kívül a Hagia Szophia mintájára épített egy nagy mecsetet is. Ennek az 1850-es évektől csak a romjai vannak meg. Később Bahcsiszerájban a kán építtetett egy nagyobb palotát, a Hanszarajt, mely mind a mai napig fennmaradt. I. Száhib Giráj számos tudóst és művészt támogatott a palotában. I. Devlet Giráj uralkodása idején Szinán Kezlevben megépítette a Cuma Cami mecsetet
A 18. század kezdetéig a krími tatárok Ukrajna és Oroszország területére vezetett pusztító támadásokról voltak híresek. Egyik támadásuk során, 1571-ben megtámadták és felégették Moszkvát. Az Oszmán Birodalommal és a Közel-Kelettel egészen a 18. század elejéig jelentős rabszolga-kereskedelmi kapcsolatokat tartott fenn. Az egyik legismertebb és legjelentősebb kereskedelmi kikötő és rabszolga-kereskedelmi helyszín Kefe volt. Egyes kutatók becslései szerint a Krími Tatár Kánság fennállása idején több mint 3 millió, elsősorban ukrán rabszolgát adtak itt el. Voltak köztük még oroszok, fehéroroszok és lengyelek is, kiket a sztyeppék termésének neveztek. A krími tatár betörések vezettek a kozákság megszervezéséhez.
1475-ben a Krími Kánság az Oszmán Birodalom protektorátusa lett. Gedik Ahmed pasa oszmán-török hadvezér ekkor foglalta el Krím déli partjait. A törökökkel történt szövetkezés fontos szerepet játszott abban, hogy a kánság egészen a 18. századig fennmaradt.

### Az Orosz Birodalom részeként
Az 1768–1774-es orosz–török háború végén a törökök vereséget szenvedtek, s a kücsük-kajnardzsi béke értelmében Krím független lett, s az ottománok lemondtak arról a jogukról, hogy ellenőrizzék a Krími Kánságot. Oroszország megszegte a békeszerződést, s 1783-ban magához csatolta a területet. Ezután a szláv gyarmatosítás hatására a krími tatárok elkezdték elhagyni házaikat, s több hullámban az Oszmán Birodalomba emigráltak. Részben az 1853–1856-os krími háború, részben az 1860–1863 között meghozott törvények, részben pedig az 1877–1878-as török–orosz háború következtében a krími tatárok elkezdtek elmenekülni a területükről. A Tavrikai kormányzóság. 300 000 krími tatár lakosa közül 200 000 emigrált. Számos krími tatár meghalt az emigrálás alatt. Voltak köztük olyanok is, akik a fekete-tengeri átkelés alatt vízbe fulladtak. Ma ezek leszármazottai alkotják a bulgáriai, romániai és törökországi tatár diaszpórát.
İsmail Gaspıralı (1851–1914) egy híres krími tatár értelmiségi volt, aki letette a muzulmán kultúra modernizációjának az alapjait, s felélesztette a krími tatár nemzethez tartozás érzését. 1883–1914 között ő jelentette meg a krími tatár–orosz kétnyelvű Terciman-Переводчикъ című újságot. Ez egy olyan iskolaként működött, melyen keresztül az Orosz Birodalom teljes területén elterjedt a türk népek között a  nemzeti öntudat és a modern szemléletmód. A Krím félszigeten létrehozott 350 Új Eljárás nevű iskolái egy új tatár elitnek adott esélyt a felemelkedésre. Az 1917-es oroszországi forradalmak után 1917. december 26-án a Noman Çelebicihant és Cafer Seydamett is magában foglaló új elit kikiáltotta az iszlám világ első köztársaságát, a Krími Népköztársaságot. Azonban ez egy rövid életű ország volt, melyet a bolsevikok 1918 januárjában meg is döntöttek.

### A Szovjetunióban: 1918–1991

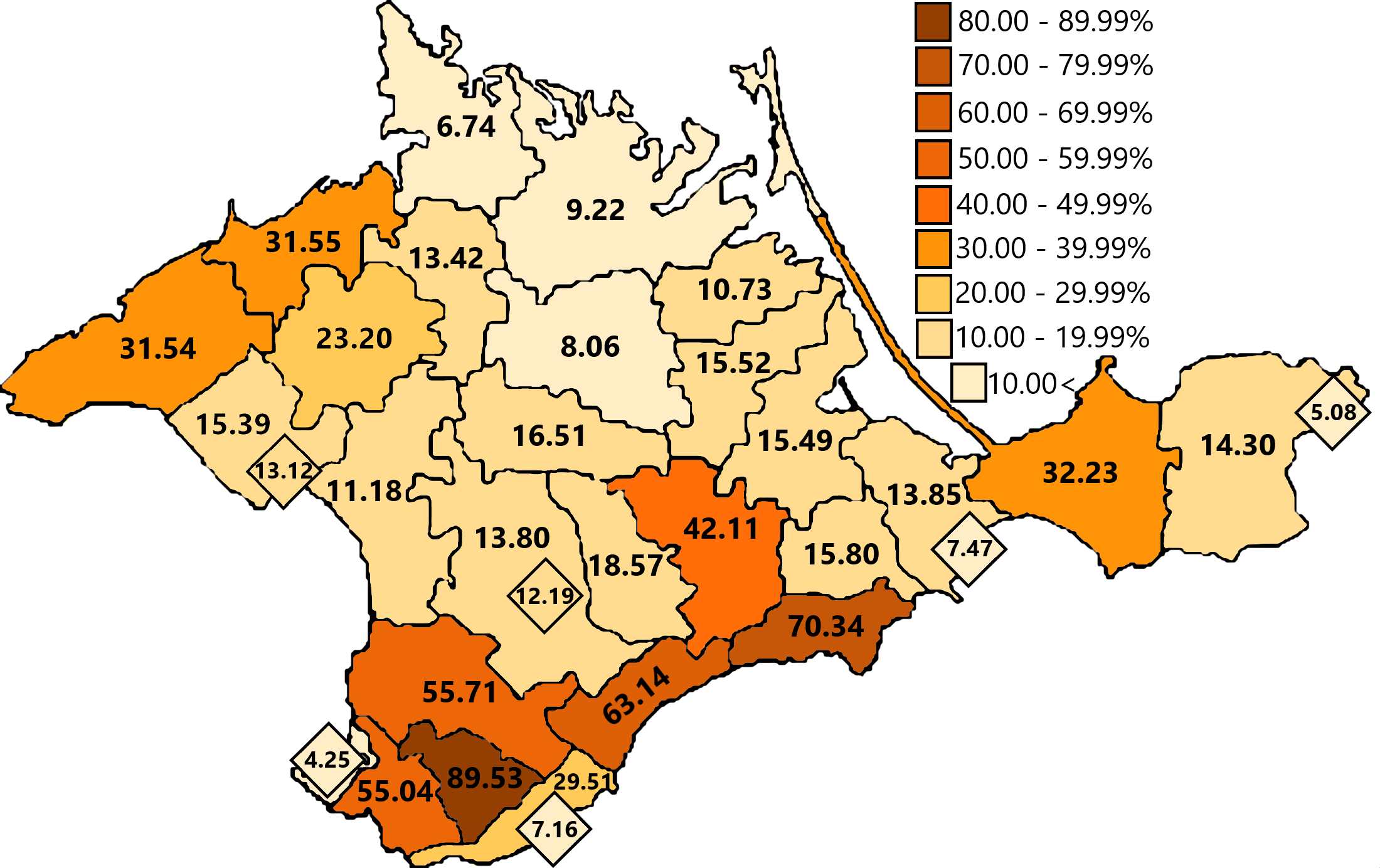
A krími tatárok aránya Krímben 1939-ben.

Az oroszországi polgárháború során Kun Bélára bízták a Krím félszigeten a bolsevik uralom megszilárdítását. Ez elsősorban a „vörösök” által elfogott „fehér” hadifoglyok ezreinek tömeges kivégzésében (forrás például Victor Serge) és a krími tatárok elleni etnikai tisztogatásban nyilvánult meg. Kétéves működése egyes becslések szerint csak a tatárok között 60 000 áldozatot követelt. Az atrocitásokat Kun Béla és Zemljacska, a krími régió párttitkára kezdeményezte. Működésének nyomán, mint Magyarországon is annak idején, terrorhullám söpör végig a tartományban, melynek törökök, tatárok és oroszok további ezrei estek áldozatul.
Sztálin nagy tisztogatása alatt Veli Ibraimovhoz és  Bekir Çoban-zadéhoz hasonló államférfiakat és értelmiségieket börtönöztek be vagy büntettek meg másképpen.
A második világháború alatt a Krím teljes krími tatár lakossága a szovjet politika áldozata lett. Bár nagy számban szolgáltak krími tatárok a Vörös Hadseregben, és részt vettek a Krím félszigeten zajló partizán akciókban, a náci hadseregen belüli Tatár Légiónak valamint a tatárok politikai és vallási vezetőinek az Adolf Hitlerrel történt összejátszásának eredményeképp a szovjetek az egész krími tatárságot náci kollaboránssá nyilvánította. Modern kutatók arra a tényre is rámutatnak, mely alapján Krím geopolitikai elhelyezkedése is fontos volt, ahol könnyen félelemben lehetett őket tartani. Ez az elképzelés részben azon alapszik, hogy több esetben is deportáltak nem orosz származásúakat a határterületekről, s több más, nem orosz nemzetiségűt is deportáltak a félszigetről. Voltak közöttük görögök, örmények és bolgárok is.
1944. május 18-án kollektív büntetésként minden krími tatárt az Üzbég SZSZK-ba  és a Szovjetunió más, távoli területein felállított speciális településekre deportáltak. A krími tatárokról szóló határozat szerint az áttelepítés nagyon emberbarát eljárás. Ettől eltérnek az áldozatok memoárjaiban megtalált visszaemlékezések. Az áttelepített lakosság 46,3%-a a betegségek vagy az éhség miatt meghalt. Ezt az eseményt krími tatár nyelven Sürgünnek nevezik. Közülük jó néhányat  szovjet Gulag táborokba vittek el, ahol robotolniuk kellett.
Bár egy 1967-es szovjet határozat eltörölte a krími tatárok elleni vádakat, a szovjet kormány semmit nem tett annak érdekében, hogy elősegítse Krímre történő hazatérésüket, és hogy megtérítse az elvett életekből és ingóságokból fakadó károkat. Mivel a krími tatároknak a többi szovjet néptől eltérően volt már egy politikai berendezkedése a kommunizmus előtt is, visszatérésük után elkezdték megszervezni saját, teljesen független aktivistahálózatukat, létrehozni ismét régi értékeiket és kinevelni politikai elitjüket. A Krími Tatárok Nemzeti Mozgalma Szervezet által irányított krími tatárok egészen az 1980-as évek közepéig, a peresztrojka kezdetéig nem térhettek vissza a Krím félszigetre.

### Ukrajna függetlenné válása után

Krími tatárok aránya 2001-ben a Krím félszigeten

Mára több mint 250 000 krími tatár költözött vissza szülőföldjére, megpróbálják ismét megszervezni ottani életüket, és számos szociális valamint gazdasági akadály ellenére ismét elkezdték követelni saját kulturális és nemzeti jogaikat. A krími tatárok vezérei 1991-ben megalapították parlamentjüket, mely a krími tatár népnek tartozik felelősséggel. Sérelmeiket ez a testület mondhatja el a központi kormányzatnak, a krími kormányzatnak és a nemzetközi szervezeteknek.
Az 1990-es évek óta a krími tatárok vezére és a krími tatár kormány vezetője a szovjet időkben disszidált Mustafa Abdülcemil Qırımoğlu. Bár létszámuk az anyaországuknak számító Krím félszigeten igen csekély, a terület orosz többségű. 2014-ben kiújultak az ellentétek a félszigeten az oroszok, illetve a kisebbségben levő ukránok és tatárok között. Az orosz többség a Moszkva-barát Viktor Janukovics megbuktatása után követelni kezdte a térség Oroszországhoz való csatolását, érvelve az agresszív ukrán nacionalizmusra, míg a tatárok és az ukránok az ország területi egysége mellett állnak ki. A szimferopoli parlament egyoldalúan kikiáltotta a Krími Köztársaságot 2014. március 11-én.

## A krími tatárok a kultúrában
A 2016-os Eurovíziós Dalfesztivál ukrán nemzeti döntőjének az egyik résztvevője, Jamala 1944 című dalában a krími tatárok deportálását énekelte meg. Az énekesnő megnyerte a válogatóműsort, és ezzel a dallal képviselte Ukrajnát a nemzetközi versenyen, amit aztán szintén megnyert, így 2017-ben Ukrajna adhatott otthont a versenynek.